# Windwijzer van het stadhuis van Brussel

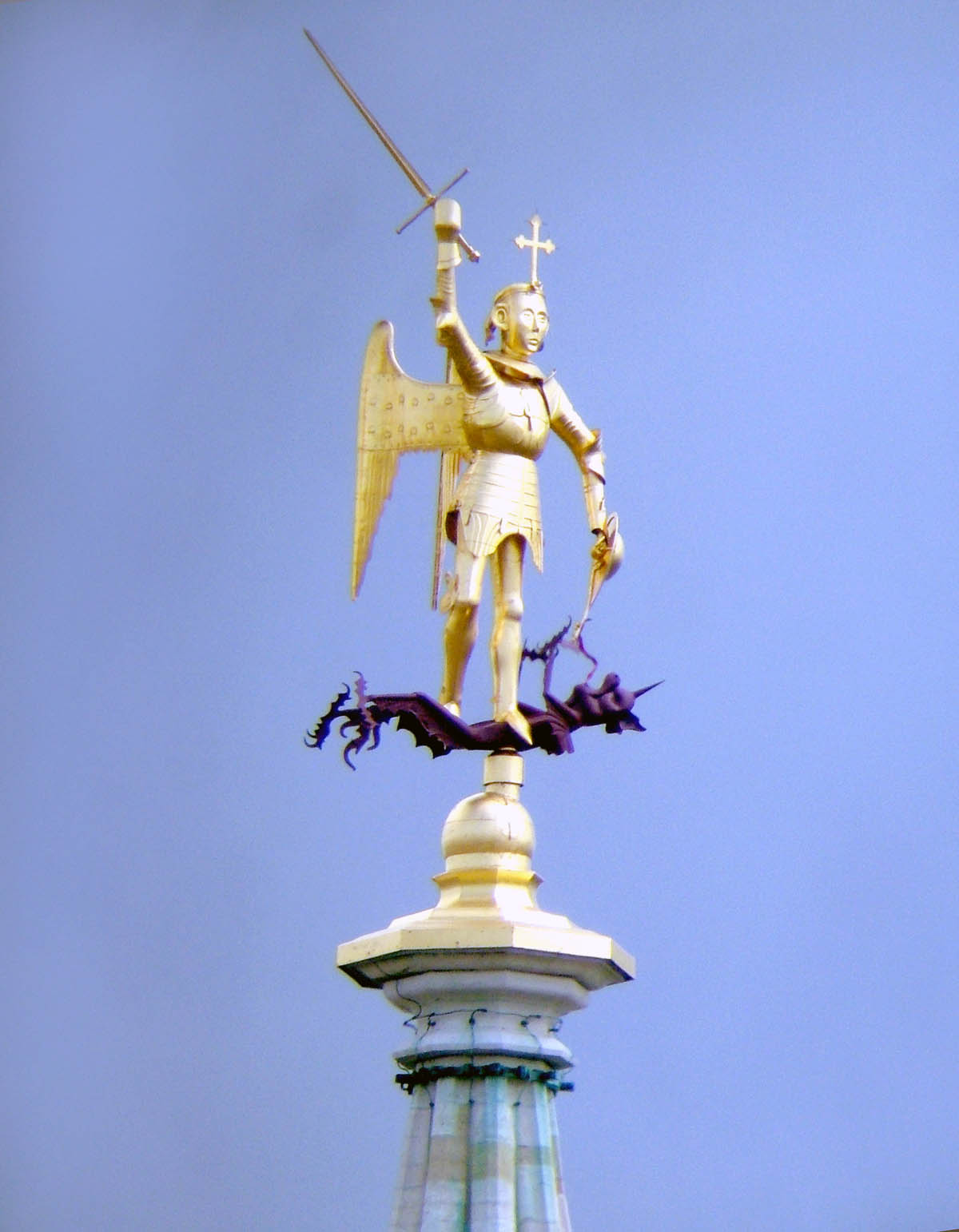
De Sint-Michielwindwijzer op het Stadhuis van Brussel

De windwijzer op het Stadhuis van Brussel is een beeld van de aartsengel Michaël, patroonheilige van de stad. Het werd gemaakt door de Brusselaar Maarten van Rode en is op 23 juli 1455 op de toren van het stadhuis op de Grote Markt van Brussel geplaatst.

## Sint-Michiel
Op de windwijzer staat de beschermheilige van Brussel afgebeeld, de aartsengel Michaël, ook Sint-Michiel genoemd.
In augustus 1695 woedden er verschillende branden in Brussel doordat de Franse koning Lodewijk XIV de stad liet bombarderen tijdens de Negenjarige Oorlog. Ook de Grote Markt werd bijna volledig vernield, maar de muren van het stadhuis bleven grotendeels ongeschonden. Volgens de legende werd het stadhuis beschermd door Sint-Michiel, waardoor hij nu nog steeds op het stadhuis staat.

## Constructie
De windwijzer werd in de 15de eeuw gemaakt door de geelgieter Maarten Van Rode uit Brussel. Het beeld is, in tegenstelling tot veel andere koperen beelden, geen dinanderie. Van Rode gebruikte namelijk Spaans blankijzer, waarop messingplaten werden gehamerd. Voor het zwaard werd massief brons gebruikt.
Van het zwaardpunt tot de duivel meet het geheel ongeveer vijf meter. Het is geplaatst op een mobiele globe. De gelaatstrekken van Sint-Michiel zijn met opzet disproportioneel groot, zodat ze vanaf de grond duidelijker zichtbaar zijn.

## Renovatie
Het eerste exemplaar stond tot 1993 op het stadhuis. In 1617, 1658, 1770, 1825, 1841 en 1896 is het naar beneden gehaald om opnieuw te worden verguld. Na meer dan 500 jaar op de toren van het stadhuis werd hij vervangen, omdat de originele windwijzer doorheen de jaren te veel schade had opgelopen om zijn veiligheid op het stadhuis te kunnen garanderen. Het origineel is sinds 2018 te zien in het Broodhuis in de collectie van het Museum van de Stad Brussel.